# Мікроелектромеханічні системи

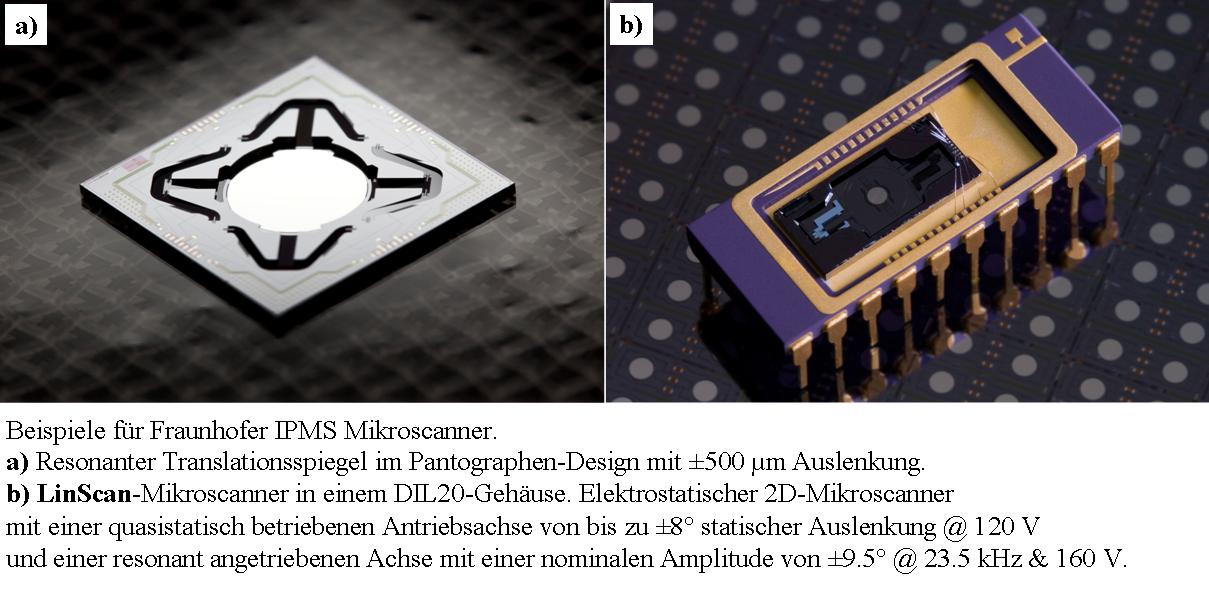
МЕМС сканер. На кристалі реалізований привід дзеркала і саме дзеркало.

Мікроелектромеханічні системи, МЕМС (англ. MEMS) — технології і пристрої, що поєднують в собі мікроелектронні і мікромеханічні компоненти. МЕМС-пристрої зазвичай виготовляють на кремнієвій підкладці за допомогою технології мікрообробки, аналогічно технології виготовлення однокристальних інтегральних мікросхем. Типові розміри мікромеханічних елементів лежать в діапазоні від 1 мікрометра до 100 мікрометрів, тоді як розміри кристала МЕМС мікросхеми мають розміри від 20 мікрометрів до одного міліметра.

## Застосування
На початку ХХІ ст. МЕМС технології вже застосовуються для виготовлення різних мікросхем. Так, МЕМС-осцилятори в деяких застосуваннях замінюють кварцові генератори. МЕМС технології застосовуються для створення різноманітних мініатюрних датчиків, таких як акселерометри, датчики кутових швидкостей, гіроскопи, магнітометричні датчики, барометричні датчики, аналізатори середовища (наприклад для оперативного аналізу крові).

## Матеріали для виробництва МЕМС
МЕМС технологія може бути реалізована з використанням цілого ряду різних матеріалів і технологій виробництва, вибір яких залежатиме від створюваного пристрою і ринкового сектора, в якому він повинен працювати.

### Кремній
Кремній є матеріалом, використовуваним для створення більшості інтегральних схем, що використовуються в споживчій електроніці в сучасному світі. Поширеність, доступність дешевих високоякісних матеріалів і здатність до застосування в електронних схемах робить кремній привабливим для застосування його при виготовленні МЕМС.
Кремній також має значні переваги перед іншими матеріалами завдяки своїм фізичним властивостям. Монокристал кремнію майже ідеально підкоряється закону Гука. Це означає, що при деформації він не схильний гістерезису і, отже, енергія деформації практично не розсіюється.
Також кремній дуже надійний при надчастотних рухах, оскільки він має дуже малу втому і може працювати в діапазоні від мільярдів до трильйонів циклів без руйнування.
Основні методи отримання всіх МЕМС-пристроїв на основі кремнію: осадження шарів матеріалу, структурування цих шарів за допомогою фотолітографії і травлення для створення необхідної форми.

### Полімери
Незважаючи на те, що електронна промисловість забезпечує широкомасштабний попит на продукцію кремнієвої промисловості, кристалічний кремній як і раніше є складним і порівняно дорогим матеріалом для виробництва. Полімери, з іншого боку, можна виробляти у великих обсягах, з великою різноманітністю характеристик матеріалу. МЕМС пристрої можуть бути зроблені з полімерів за допомогою таких процесів, як литтєве формування, штампування або стереолітографія; вони особливо добре підходять для застосування при виготовленні мікрофлюідних пристроїв, таких, як одноразові картриджі аналізу крові.